# 米哈伊利夫卡 (克拉斯諾皮利亞市鎮)
50°47′40″N 35°19′14″E / 50.79444°N 35.32056°E
米哈伊利夫卡（烏克蘭語：Михайлівка）是位於烏克蘭東北部的村莊，由蘇梅州蘇梅區的克拉斯諾皮利亞市鎮負責管轄。該村處於瑟羅瓦特卡河畔，距離波克羅夫卡0.5公里，海拔高度166米，2001年人口159。